# 耶律氏
耶律 氏（やりつ し、契丹語再建音: Yelü、英語: Yarud）は、かつて満洲に存在した契丹人（キタイ人）の氏族。10世紀始めに契丹族を統一して以来、遼・西遼などの帝国を支配した有力氏族であり、漢化が進行した時代には漢風の姓として劉氏をも名乗った。

## 概要
「耶律」は音訳であり、契丹語では'ヤルー(ト)'または'ヤリュー(ト)'もしくは'イルー(ト)'などと発音されたと考えられている。別の字をあてて移剌と表記される場合もあった。
遼が滅んだ後は他の契丹人の氏族と同様、大部分は徐々に女真族に同化したが、耶律の姓は移剌などと表記を変えて存続していったことが『金史』などから明らかになっている。後代には伊剌・伊拉里などと名乗るようになり、清の時代に満洲八旗を構成する満洲族の氏族として要人を輩出した後も現在にまで血統を保っている。

## 遼朝の興亡と後継政権

### 遼
916年、耶律阿保機が満洲に樹立した王朝が遼（契丹）である。当初は宋をも軍事的に上回ることもあったが、後代になるにつれ次第に遼の王朝文化は華美になり、支配下の周辺民族・部族からの収奪も重くなった。これに怨みを抱いた女真部の完顔氏族長の完顔阿骨打の軍勢によって攻略され、第9代皇帝天祚帝（耶律延禧）は雲中（現在の山西省大同市）の陰山に潜伏したが、金朝の軍に包囲されて降伏したことで遼は滅亡した。

### 北遼
1122年3月に燕京で天祚帝の従父の南京留守の秦晋王耶律淳（天錫帝）が耶律大石・李処温らによって、北遼の皇帝として擁立された。6月に天錫帝は崩御し、天祚帝の五男で皇太子の秦王耶律定が擁立された（摂政は天錫帝未亡人の徳妃蕭普賢女）。1123年5月に父帝から自立した次男の梁王耶律雅里が擁立されるも10月で崩御した。今度は蕭徳烈らによって、天錫帝の従弟の耶律朮烈が擁立された。11月に南京を金朝に包囲されて孤立状態となった耶律朮烈は内紛で家臣に弑されて、間もなく北遼は滅亡した。

### 西遼
遼の皇族の耶律大石は遼滅亡後、故地を捨てて現在のトルキスタン一帯に西遼（黒契丹、カラキタイ）を建国した。西遼では耶律氏が5代にわたり王統として存続したが、耶律直魯古のときに、モンゴルに滅ぼされたナイマンの王子のクチュルクを女婿とし庇護したことに起因し、クチュルクに王位を簒奪され滅亡した。クチュルクもまたチンギス・カン率いるモンゴル帝国の軍勢に滅ぼされ、耶律氏の支配する国家は完全に滅亡した。

## 金朝・元朝に仕えた耶律氏

### 金朝への投降と臣従
耶律氏の一族の一部は時局に際して完顔氏が建てた金朝に已む無く降って臣下となる者も表れた。一例を挙げれば、外戚の誣告により天祚帝に謀叛を疑われ家族を誅殺された耶律余睹は金朝に降り、遼の残党の耶律一族を相手に金朝側の将軍として戦ったことで知られる。金朝に降った耶律氏の一族の中には譜代の廷臣として重用された家系もあり、海陵王を殺害したことで歴史に名を残した耶律元宜（完顔元宜）のように、国姓である完顔姓を賜姓された者もいた。
しかし、金朝がそれまで殺戮または臣従させ虐げてきたモンゴル高原の遊牧部族のモンゴル部からテムジン（後のチンギス・カン）が台頭すると、耶律氏の中には金朝に造反したりモンゴル部に忠誠を誓ったりする者が現れた。

### 耶律阿海と耶律禿花
耶律阿海・耶律禿花の兄弟は遼の宗室に連なる金朝の高官の家系の出身であったが、耶律阿海があるときテムジンと面識を得たことをきっかけとして兄弟でテムジンに忠誠を誓い、テムジンのモンゴル統一戦や西夏遠征に参謀として従軍した。対ケレイト戦でテムジン一行がモンゴル高原北方に退避した際に共にバルジュナ湖の濁水をすすった19人の功臣にはこの兄弟も名を連ねている。テムジンがチンギス・カンとしてモンゴル皇帝（カアン）に即位した後の金朝征服事業においては、耶律阿海・耶律禿花兄弟は通訳および将軍として活躍する傍ら、金朝支配下の契丹族に対し女真族からの離反とモンゴル部による支配への内応を働きかける役割を担った。チンギス・カンからの耶律阿海らへの信頼は厚く、1214年の時点で耶律阿海は太師に封じられ、以降耶律阿海らの子孫は元朝支配下で代々繁栄した。

### 東遼政権の成立
モンゴル帝国の勃興を受け、金朝は契丹族を女真族による強固な監視の下に置いた。これに対して不満を抱いた遼の宗室の末裔の耶律留哥は、1212年に隆安（現在の吉林省農安県）および韓州（現在の吉林省梨樹県）一帯で叛乱を起こし、同族の耶律耶的の軍と合流して数カ月で十数万の勢力に成長させた上、チンギス・カンの庇護を受けて金朝より自立した。金朝は完顔胡沙・蒲鮮万奴を差し向けて耶律留哥の討伐を試みたが、耶律留哥はモンゴルに救援を求め、一部モンゴル軍の支援の下、迪吉脳児（現在の遼寧省昌図県付近）で金兵を撃破した。1213年3月、耶律留哥は王を称し国号を遼と定め、元統と改元した上、チンギス・カンより遼王として冊封された。耶律留哥の死後もこの政権は妻の桃里氏により統治され、1227年まで存続した。
現在では他の同名の政権と区別するため、この政権は東遼と呼ばれる。

### 耶律楚材とその子孫
金朝が河北から開封に遷都した後、耶律阿海が同族の中から有能な人士としてチンギス・カンに推挙した人物に耶律楚材が存在する。かつて金朝の廷臣としてモンゴルの侵攻に抗した耶律楚材は以降、チンギス・カンの臣下となり、チンギス・カンとオゴデイの2代に仕えて中書令に任ぜられ、モンゴル帝国内の北中国方面における内政において重きをなした。晩年にはオゴデイの寵愛を失い一時的な家勢は衰えたかに見えたが、耶律楚材の死後のクビライのときに耶律楚材の子の耶律鋳と孫の耶律希亮がクビライに仕えて中書左丞相となると耶律楚材も再評価が進んだ。耶律楚材に対しては太師の官の追贈と広寧王の爵位の追封がなされることとなり、耶律楚材の子孫は元朝の重臣として扱われるようになった。

## 耶律氏に属する人々の一覧

### 皇帝
- 遼

1. 耶律阿保機（907年 - 926年）
  - 述律平（926年 - 927年）
2. 耶律徳光（926年 - 947年）
3. 耶律阮（947年 - 951年）
4. 耶律璟（951年 - 969年）
5. 耶律賢（969年 - 982年）
6. 耶律隆緒（982年 - 1031年）
7. 耶律宗真（1031年 - 1055年）
8. 耶律洪基（1055年 - 1101年）
9. 耶律延禧（1101年 - 1125年）

- 耶律淳
- 耶律定
- 耶律雅里
- 耶律朮烈
- 耶律留哥
- 耶律大石
- 耶律夷列
- 耶律直魯古
- 耶律阿海
- 耶律履
- 耶律楚材
- 耶律鋳
- 耶律希亮
- 耶律有尚